# For the Masses (альбом Hadouken!)
For the Masses (рус. «Для масс») — второй студийный альбом британского музыкального коллектива Hadouken!, вышедший  25 января 2010 года.

## Об альбоме
Запись For the Masses проходила в течение 2009 года в Нидерландах. Продюсерами пластинки стали участники драм-н-бейс-трио Noisia, что непосредственно оказало влияние на музыкальный стиль записанного материала.
Релиз альбома состоялся 25 января 2010. Все, кто предварительно заказали альбом на официальном сайте группы получали экземпляры пластинки с фотографами музыкантов и небольшой плакат.
Музыкальными обозревателями альбом был воспринят негативно. Критики отрицательно отнеслись к смене звучания Hadouken! к более агрессивному. Также рецензенты отметили излишнюю шумность и однообразность композиций.

## Список композиций
Слова и музыка всех песен — Джеймс Смит.
| №   | Название                               | Длительность |
| --- | -------------------------------------- | ------------ |
| 1.  | «Rebirth»                              | 4:30         |
| 2.  | «Turn the Lights Out»                  | 3:53         |
| 3.  | «M.A.D.»                               | 3:26         |
| 4.  | «Evil»                                 | 3:56         |
| 5.  | «House is Falling»                     | 4:10         |
| 6.  | «Mic Check»                            | 3:26         |
| 7.  | «Ugly»                                 | 4:05         |
| 8.  | «Bombshock»                            | 3:54         |
| 9.  | «Play the Night»                       | 4:13         |
| 10. | «Lost»                                 | 4:16         |
| 11. | «Retaliate» (Бонус-трек iTunes-версии) | 4:07         |

## Позиции в чартах
| Чарт            | Высшая позиция |
| --------------- | -------------- |
| UK Albums Chart | 19             |

## Участники записи
- Джеймс Смит — вокал
- Элис Спунер — клавишные
- Дэниел Райс — гитара, клавишные, бэк-вокал
- Кристофер Пюрселл — бас-гитара, клавишные, бэк-вокал
- Ник Райс — ударные, семплирование